# David Richard Boyd
David Richard Boyd é um advogado ambiental canadense, ativista e diplomata. Ele é Relator Especial das Nações Unidas sobre direitos humanos e meio ambiente.

## Ativismo
Ele apoiou o acordo de Escazu. Ele apoiou um processo Jakarta Clean Air. Ele pediu aos países que retirem o financiamento da infraestrutura de carvão. Ele é um apoiador da campanha #1Planet1Right. Ele endossou a condenação do assassinato de Nacilio Macario. Ele apresentou um relatório sobre a escassez de água ao Conselho de Direitos Humanos das Nações Unidas.

## Educação
Ele se formou na Universidade de Alberta e na Universidade de Toronto. Ele foi diretor executivo da Ecojustice Canada . Ele leciona na Universidade da Colúmbia Britânica.

## Trabalhos
- Por que todos os direitos humanos dependem de um ambiente saudável, The Conversation, 27 de outubro de 2020
- Os Direitos da Natureza (ECW Press, 2017), ISBN 9781770412392
- O Ambientalista Otimista (ECW Press, 2015),ISBN 9781770907645
- Cleaner, Greener, Healthier: A Prescription for Stronger Canadian Environmental Laws and Policies (UBC Press, 2015)
- A Revolução dos Direitos Ambientais: Um Estudo Global de Constituições, Direitos Humanos e Meio Ambiente (UBC Press, 2012).